# Gedenkstätte für Flüchtlinge

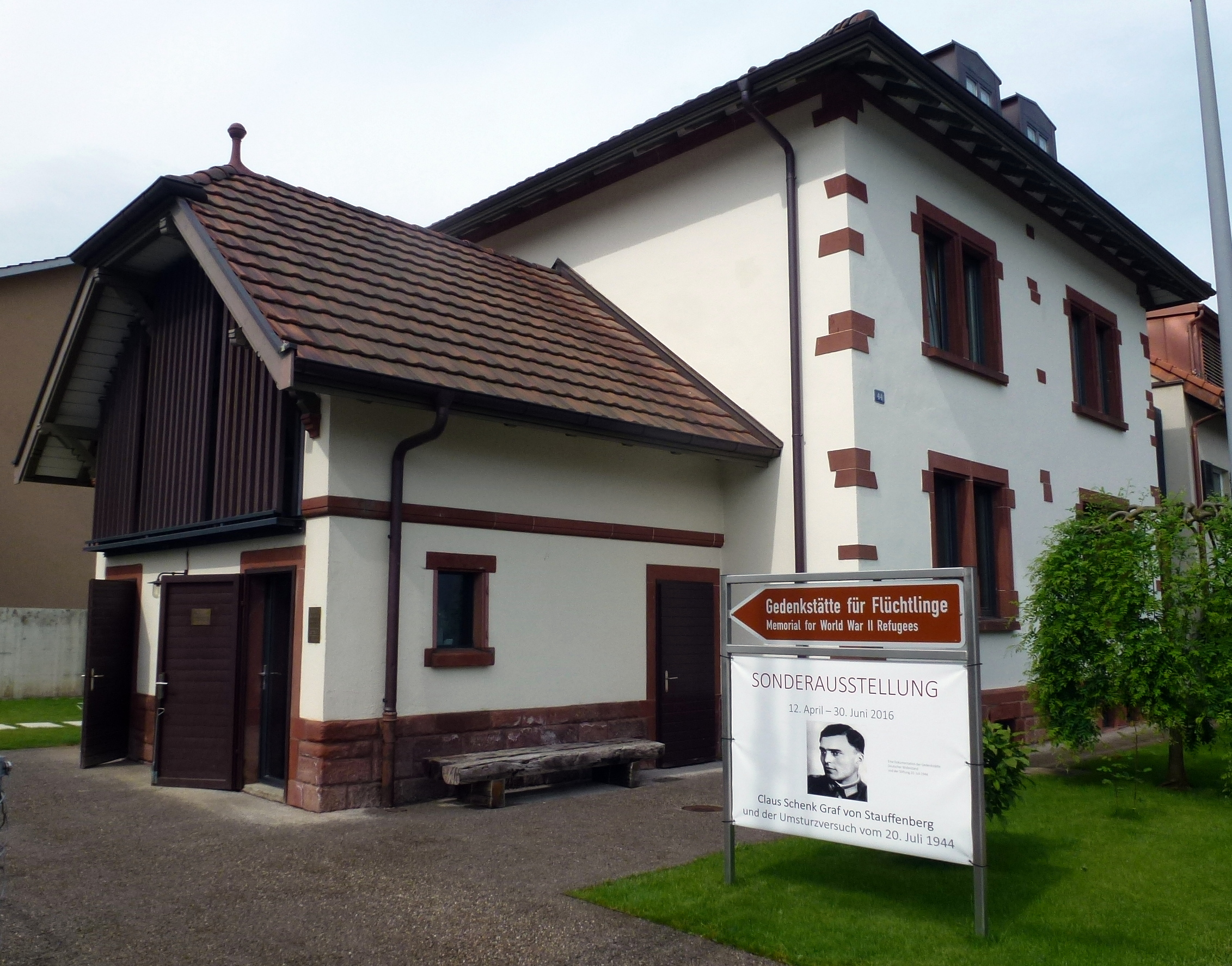
Das ehemalige Weichenwärterhaus der Deutschen Bundesbahn

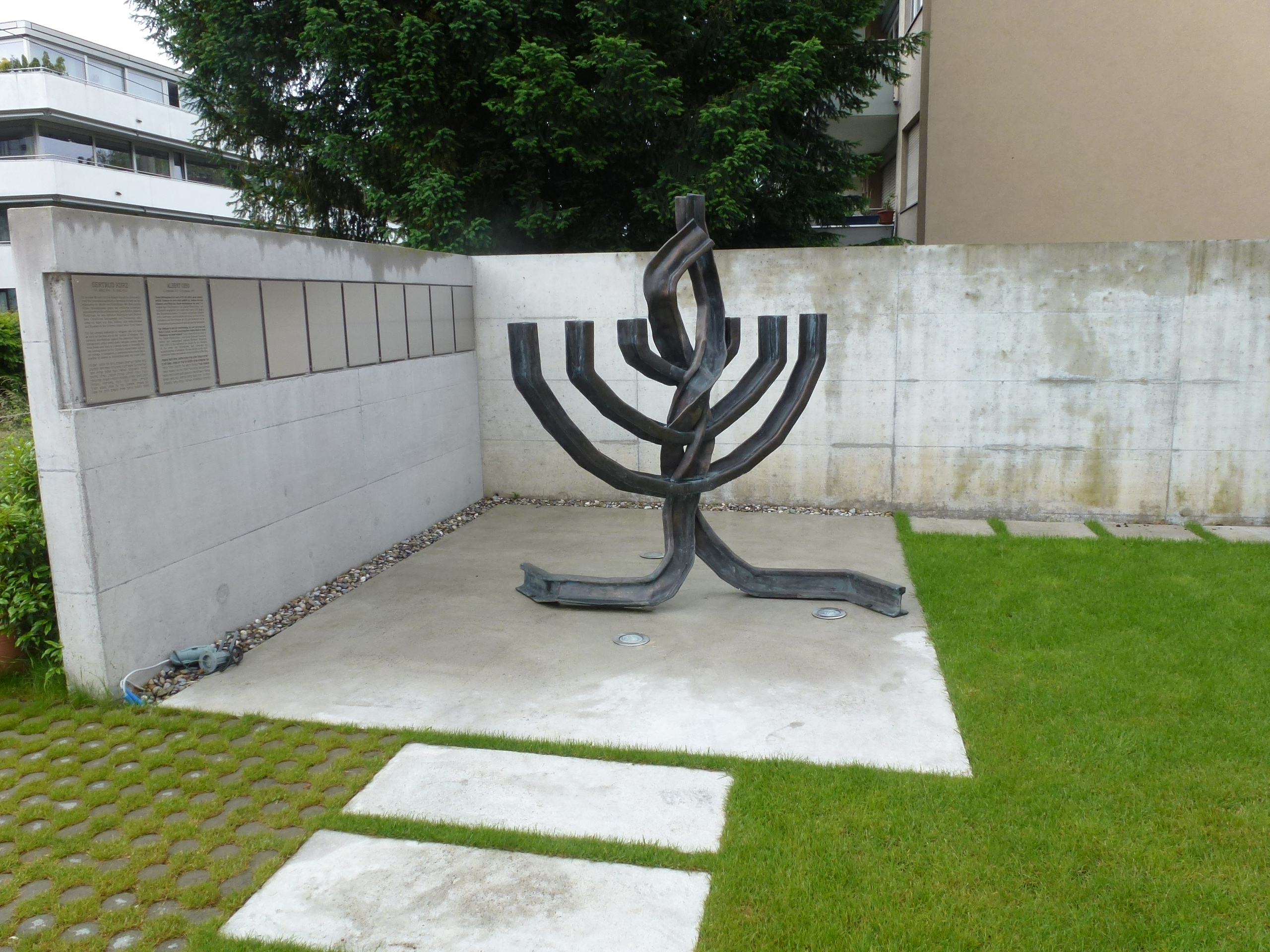
Skulptur auf dem Vorplatz

Die Gedenkstätte für Flüchtlinge erinnert an jüdische Flüchtlinge aus dem nationalsozialistischen Deutschland in die Schweiz. Die Gedenkstätte in Riehen ist gleichzeitig die einzige  für jüdische Flüchtlinge in der Schweiz.

## Geschichte
Während des Zweiten Weltkriegs bot die Schweiz vorübergehend insgesamt knapp 300'000 Schutzsuchenden Zuflucht. Von den rund 60'000 sogenannten Zivilpersonen, die in der Schweiz aufgenommen wurden, waren etwas weniger als die Hälfte Juden. Ihnen als der zahlenmässig grössten Gruppe innerhalb aller Opfer der nationalsozialistischen Verfolgungs- und Vernichtungspolitik setzt die Gedenkstätte für jüdische Flüchtlinge in Basel-Riehen einen Stein des Nichtvergessens. Die Gedenkstätte widmet sich denjenigen jüdischen Flüchtlingen, die das Glück hatten, in der Schweiz Aufnahme zu finden. Besonders erinnert wird aber auch an alle jüdischen Flüchtlinge, denen die Schweiz den Einlass verweigerte.
Nachdem Johannes Czwalina das Weichenwärterhaus von der Deutschen Bundesbahn erworben hatte, wurde den Initianten der Gedenkstätte, J. Czwalina und R. J. Geigy, bei der Beschäftigung mit der Geschichte des Hauses bewusst, dass der Weg vieler Flüchtlinge durch Riehen geführt hatte. Der ganze Schienenstrang durch Riehen gehörte – obwohl auf Schweizer Boden gelegen – zusammen mit diesem Haus der Deutschen Reichsbahn. Das gab dem Fluchtweg Riehen eine besondere Bedeutung, genauso wie die verwinkelte grüne Grenze an der Eisernen Hand, über die viele jüdische Flüchtlinge dem nationalsozialistischen Deutschland zu entkommen versuchten.
Persönliche Betroffenheit führte schliesslich zum Plan der Gründung einer Gedenkstätte, eines Ortes, der die persönliche Verarbeitung der Geschehnisse unterstützen möchte. Im Mittelpunkt der Ausstellung stehen Hintergrundinformationen zur Flüchtlingspolitik der Schweiz, Berichte von Zeitzeugen und die Darstellung der besonderen Situation Riehens als Ort an der Grenze. Es gibt einen Stallanbau. wo Kunstwerke gezeigt werden, überdies eine Bibliothek und einen Leseraum. Es werden Veranstaltungen zum Thema und Momente der Begegnung organisiert.
Der «Verein Gedenkstätte Riehen» unterstützt die Arbeit der Gedenkstätte durch das Sammeln von Spenden und ehrenamtliche Mitarbeit. Der Zweck des Vereins liegt darin, diese Privatinitiative zu fördern. Der Verein setzt sich insbesondere ein für «die Aufrechterhaltung der Erinnerung an die jüdischen Flüchtlingsschicksale im Zweiten Weltkrieg in Riehen, im Dreiländereck und darüber hinaus» (Art. 1, Vereinsstatuten/11. Februar 2011).
Die Gedenkstätte bzw. das Haus an der Inzlingerstrasse 44 gehören nicht dem Verein. Sie sind in Privatbesitz. Der Anbau der Gedenkstätte wurde vollumfänglich privat finanziert. Nach längerer Bauzeit erfolgte am 22. Januar 2015 die Eröffnung des modernen Anbaus.